# Naturpark Calancatal

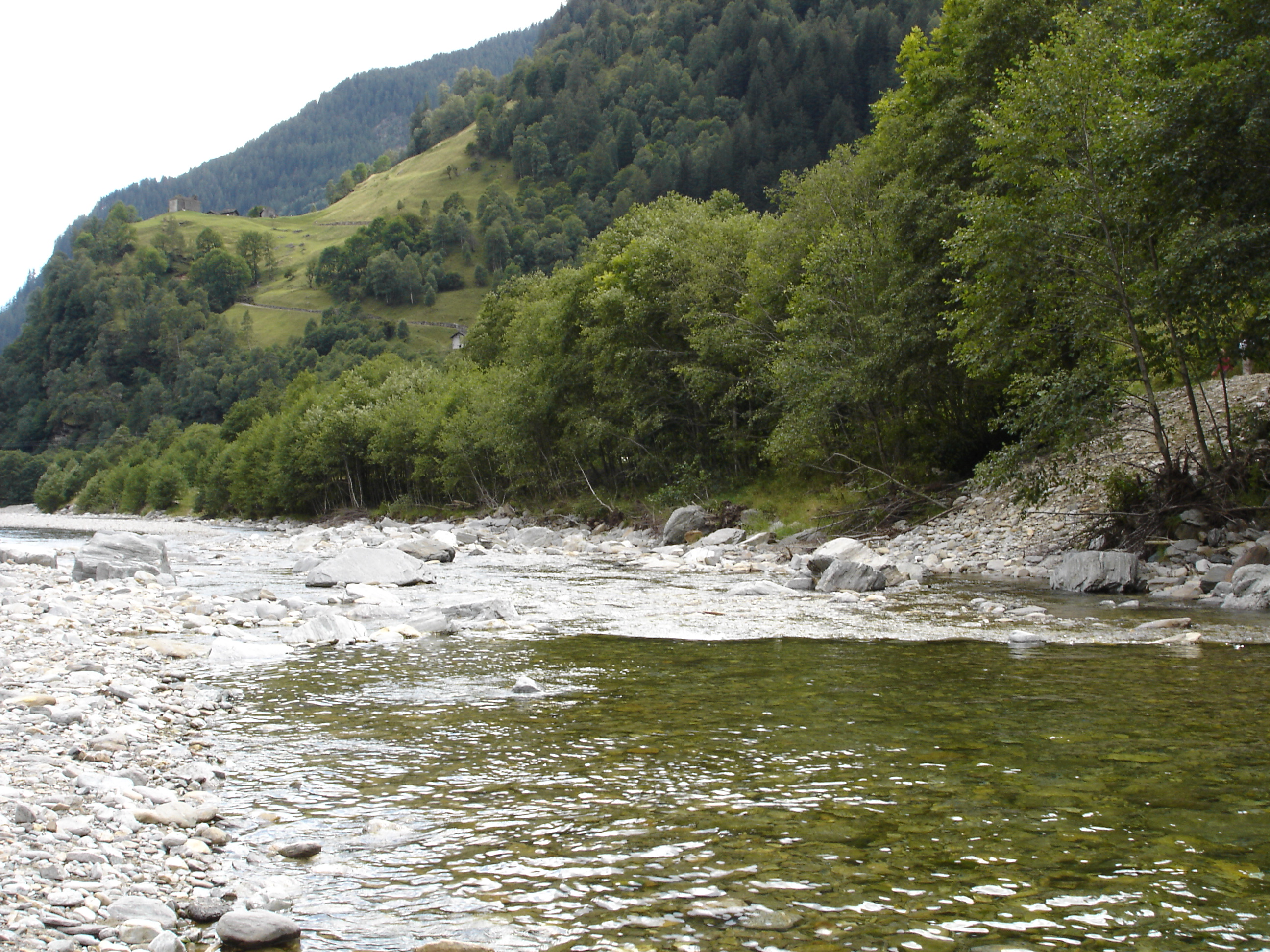
Die Calancasca

Der Naturpark Calancatal (italienisch Parco Val Calanca) ist ein 2024 entstandener Regionaler Naturpark in der Südschweiz.

## Geografie
Der Naturpark Calancatal hat eine Fläche von 13'921 Hektaren und umfasst annähernd das Gebiet des Calancatals im Kanton Graubünden. Das 27 Kilometer lange Bergtal liegt südlich der Wasserscheide am Alpenhauptkamm und im Flussgebiet des Tessin. Der Wildbach Calancasca fliesst gegen Süden durch das Tal, nimmt im Tal das Wasser vieler Bergbäche auf und mündet bei Roveredo in die Moesa, einen Nebenfluss des Tessin. Das schmale Tal ist im Norden, auf der West- und der Ostseite von hohen Bergketten eingefasst. Zu den höchsten Gipfeln im Umkreis zählen der Puntone dei Fraciòn (3202 m ü. M.), das Zapporthorn (3155 m ü. M.), die Cima Rossa (3161 m ü. M.), der Pizzo de Stabi (3136 m ü. M.), der Piz de Groven (2693 m ü. M.) und der Torent Alto (2956 m ü. M.). Unter dem Zapporthorn und dem Pizzo de Stabi liegen kleine Gletscher, an denen die höchsten Quellbäche der Calancasca entspringen. Der Talboden ist im tiefen Kerbtal fast überall eng und von steilen Bergflanken gesäumt; in einigen Abschnitten fliesst die Calancasca durch tiefe Schluchten; unterhalb von Buseno verlässt der Fluss das Parkgebiet auf 505 m ü. M. Auf der Westseite grenzen das Calancatal und der Naturpark an den Kanton Tessin.
Sprachgeografisch gehört das Tal zum italienischen Sprachraum beziehungsweise traditionell zum Sprachgebiet des Alpinlombardischen.
In politischer Hinsicht ist die Fläche des Tals grösstenteils auf die fünf Gemeinden Castaneda, Santa Maria in Calanca, Buseno, Calanca und Rossa aufgeteilt, die zur Bündner Region Moesa gehören. Von diesen Gemeinden ist allerdings Castaneda, die einwohnerstärkste und an der Zugangsstrasse in das Tal gelegen, am Regionalpark nicht beteiligt. Zudem folgen die Grenzen der Gemeindegebiete nicht überall der Wasserscheide auf den Bergketten rund um das Tal; so liegt besonders Santa Maria in Calanca geografisch gesehen zwar mit einer kleinen Fläche über der Eingangsschlucht Tiieda noch knapp im Calancatal, im Übrigen aber fast ganz ausserhalb am Berghang oberhalb der Mesolcina, also im Nachbartal; weil diese Gemeinde sich jedoch dem Naturpark angeschlossen hat, gehört ihr Territorium bis zum Bergbach Riale Molera, der in die Moesa mündet, ebenfalls zum Parkgebiet. Auch die Bergsiedlung Giova, eine Fraktion von Buseno, liegt geografisch nicht genau im Calancatal, sondern jenseits der Wasserscheide auf der Südseite des Berghangs oberhalb von Roveredo. Umgekehrt sind einige hoch gelegene Alpweiden im Calancatal, westlich von Buseno, im Besitz der Gemeinde San Vittore in der unteren Mesolcina und liegen deshalb nicht im Perimeter des Naturparks. Dessen Gebiet umfasst andererseits als Besonderheit ganz im Norden eine Teilfläche von Mesocco; diese grosse Gemeinde im Norden der Mesolcina liegt hauptsächlich im benachbarten Moesatal an der Passstrasse über den San Bernardino und besitzt als Folge der regionalen Siedlungsgeschichte westlich der Bergreihe um den Piz de Mucia den obersten Abschnitt des Calancatals mit der Alp Stabi an den Quellbächen der Calancasca, der westlichen Alp Arbeola und der Alp Trescolmen. Üblicherweise werden nur ganze Gemeindegebiete in die offiziellen Zonen der Schweizer Naturpärke aufgenommen; in diesem Fall war jedoch – nach der Zustimmung der Gemeinde und der übergeordneten Behörden – eine Ausnahme möglich.

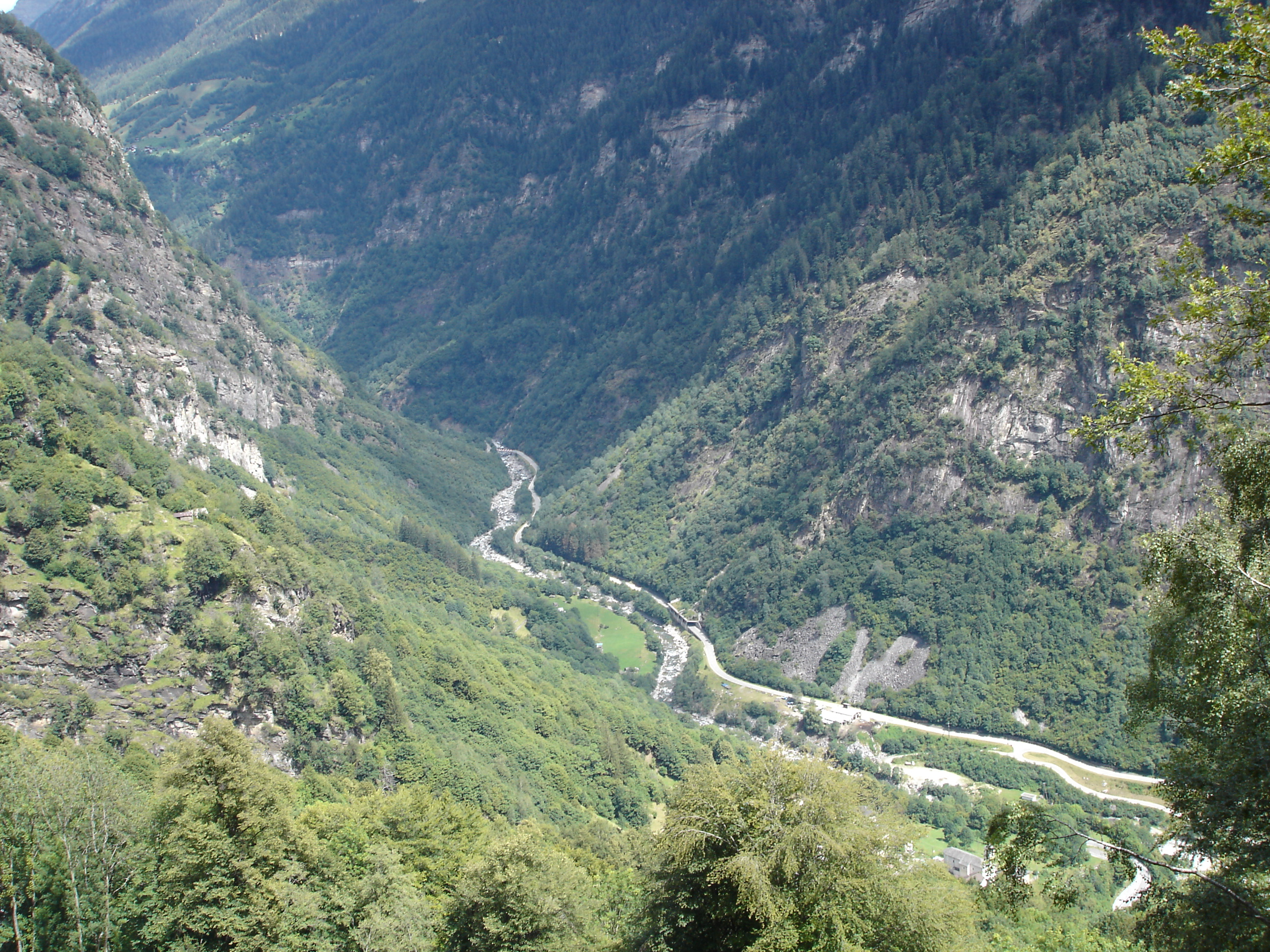
Calancatal

## Geschichte
Bei der Volksabstimmung über die Einrichtung des geplanten Nationalparks Adula 2016 beschlossen die Gemeinden Buseno, Calanca und Rossa den Beitritt zu diesem Vorhaben, das damals allerdings mangels Unterstützung in anderen vorgesehenen Parkgebieten scheiterte. Während der Vorarbeiten für den Parc Adula war das obere Calancatal mit seinen verschiedenen Naturschutzgebieten als ein wichtiges Element der Naturlandschaft beschrieben und gewürdigt worden.
Nach dem Ende des Adulaprojekts, und nachdem auch ein Idee zur Schaffung eines Naturparks in der ganzen Region Moesa erfolglos geblieben war, wurde die Eignung des kleineren Gebiets im Calancatal für einen Naturpark geprüft. 2018 beschlossen die Gemeinde Buseno im Süden, Calanca in der Mitte und Rossa im Norden des Tales, eine Kandidatur für die Bildung eines Naturparks gemäss Artikel 23f des Bundesgesetzes über den Natur- und Heimatschutz (NHG) vorzubereiten. 2019 lag der Managementplan für die Einrichtungsphase von 2020 bis 2024 vor. Die zuständigen Behörden des Kantons Graubünden, die Region Moesa und die drei Gemeinden gründeten den Trägerverein Associazione Parco Val Calanca. Am 15. Februar 2019 sprachen sich die Abstimmenden von Buseno, Calanca und Rossa in lokalen Plebisziten für die Kandidatur Regionaler Naturpark Val Calanca aus.
Nach einer Planungsphase waren die Grundlagen für den Naturpark Calancatal im Jahr 2022 bereit. Am 19. Dezember 2022 beschloss die Gemeinde Mesocco den Beitritt zur Trägerorganisation des Parks. Am 29. Januar 2023 entschieden sich auch die Gemeinden Buseno, Calanca, Rossa und Santa Maria in Calanca in kommunalen Volksabstimmungen zu diesem Schritt und nahmen die Charta des Parco Val Calanca an. Die Zustimmung zum Projekt war sehr hoch, in Rossa und Santa Maria in Calanca mit 100 Prozent der Abstimmenden, in Buseno mit 90 Prozent und in Calanca mit 76 Prozent. Die Behörden der Gemeinde Castaneda teilten mit, dass sich auch diese Gemeinde möglicherweise später dem Park anschliessen könnte.
Danach wurde die offizielle Kandidatur des Naturparks von den Gemeinden dem Kanton Graubünden übergeben, der das Vorhaben beim Bundesamt für Umwelt (BAFU) einreichte. Das BAFU hatte die Kandidatur schon 2019 als erstes Naturparkprojekt der Südschweiz angenommen und danach mit einer Bundessubvention die Planungsarbeiten unterstützt.  Nach der Prüfung des Dossiers erteilte die Bundesbehörde dem Naturpark Calancatal 2023 für eine zehnjährige Betriebsperiode das staatliche Label «Park von nationaler Bedeutung». Und so konnte die Parkorganisation Anfang 2024 offiziell den Betrieb aufnehmen.

## Naturschutzgebiete
Mehrere Flächen in der Gebirgslandschaft des Naturparks Calancatal sind als Naturschutzgebiete ausgewiesen:
- Naturwaldreservat «Bedoleta»
- Jagdbanngebiet «Trescolmen»
- Auenschutzgebiet und Amphibienlaichgebiet von nationaler Bedeutung «Pian di Alne»
- Hochmoor «Pian di Scignan»
- Hochmoor «Alp de Mem-Bosch Moghé»
- Bergwiesen an mehreren Stellen, die im Bundesinventar der Trockenwiesen und -weiden von nationaler Bedeutung verzeichnet sind